# 久間圭子
久間 圭子（ひさま けいこ、1937年 - ）は、日本の看護師。教育心理学博士。

## 経歴
日本赤十字女子短期大学卒。1964年に渡米、オレゴン大学、南イリノイ大学で地域看護学を学ぶ。地域看護学修士。オレゴン州の病院で集中治療室（ICU）、整形外科看護を経験後、南イリノイ大学で研究助手。1994年に帰国後、神戸大学医学部教授を経て2001年4月から県立長崎シーボルト大学教授。

## 研究業績
- 単著『生きた英語を学ぶ知恵』大修館書店 1981年
- 『日本の看護論:比較文化的考察』日本看護協会出版会 1998年
- 『序説国際看護学』日本看護協会出版会 2001年[1]